# Institut Sapiens
L'Institut Sapiens est un think tank (un laboratoire d'idées) fondé en décembre 2017 par Olivier Babeau, Laurent Alexandre et Dominique Calmels,. L'Institut réfléchit aux nouvelles conditions d’une prospérité partagée à l’ère numérique avec pour objectif d’éclairer le débat économique et social français et européen. Il se dit indépendant, non-partisan, et inspiré par les valeurs de l'humanisme.
L'institut est critiqué pour ses relations avec certaines grandes entreprises.
Son président est Olivier Babeau,,.

## Organisation
L'Institut Sapiens s'est doté de dix observatoires thématiques, dirigés par des membres de la société civile autour de ces thèmes : développement durable, emploi (formation et compétences), IA (éthique),, innovation sociale et économique, innovation et santé, sciences et société, immobilier, territoire, cohésion sociale et politiques publiques, agriculture.

## Liens avec d'autres associations
Dans les années 2010, la branche française de Students for Liberty investit notamment l'institut Sapiens.